# Десятый выпуск стандартных марок СССР

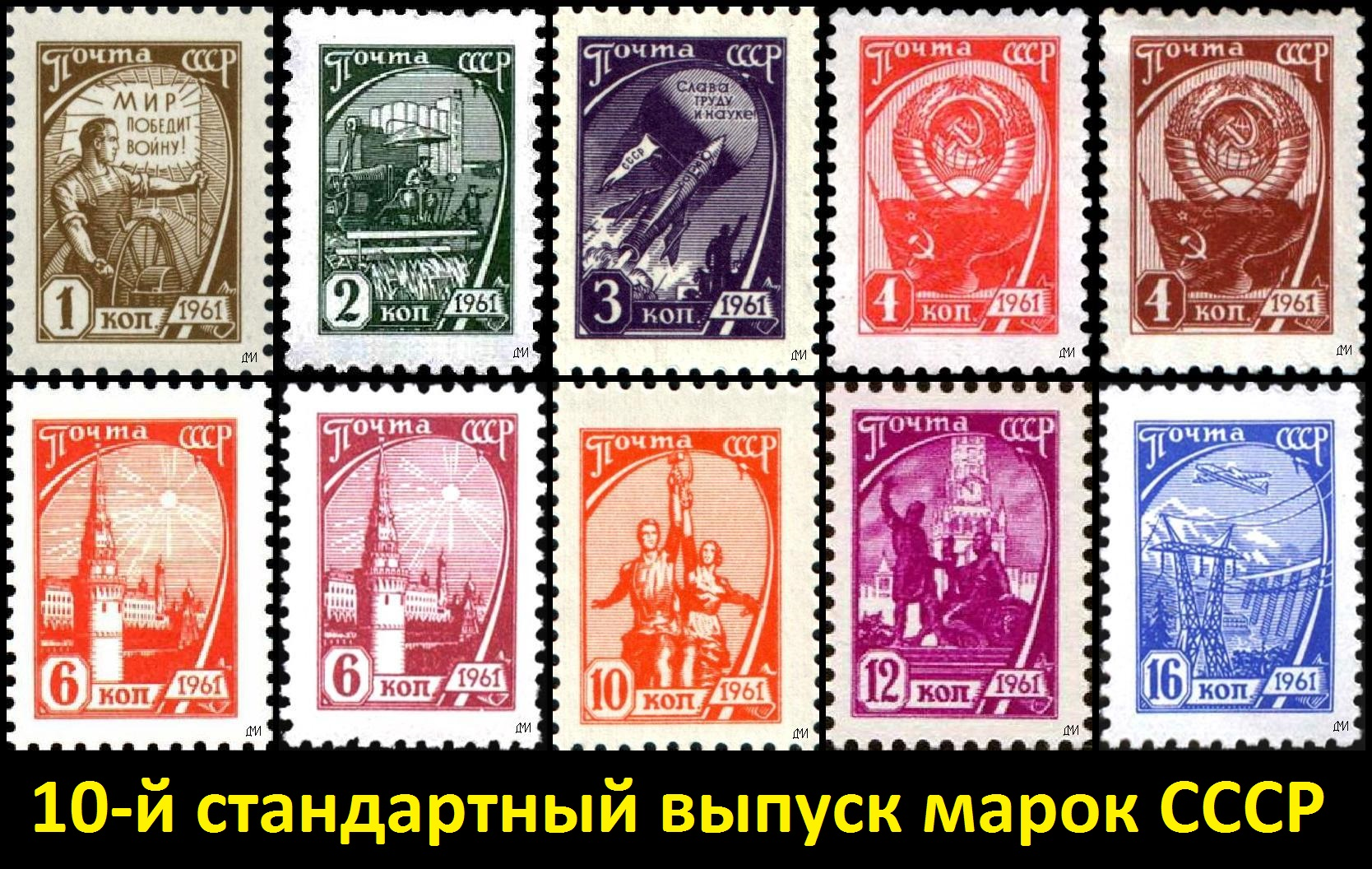
Марки десятого стандартного выпуска СССР

Почто́вые ма́рки деся́той станда́ртной се́рии СССР (1961—1966)  (ЦФА [АО «Марка»] № 2510—2520) поступали в обращение с 1 января 1961 по август 1966 года.
В январе 1961 года, в связи с денежной реформой, в обращение поступили марки десятого стандартного выпуска в новом масштабе цен. Первоначально серия состояла из семи номиналов. На миниатюрах художник Василий Завьялов изобразил: комбайнёра за штурвалом (1 копейка), комбайн в поле (2 копейки), композиция «В космос!» (3 копейки), Государственный герб и флаг СССР (4 копейки), Московский Кремль (6 копеек), скульптуру «Рабочий и колхозница» (10 копеек) и плотину гидроэлектростанции и высоковольтную линию (16 копеек). Впервые на стандартных марках был указан год выпуска. Серию отпечатали офсетной печатью. Марки номиналами в 1 и 3 копейки были отпечатаны также металлографическим способом.
В марте 1961 года марку номиналом в 6 копеек (Московский Кремль) переиздали в другом цвете — вишнёвом (коричнево-лиловом) вместо светло-красного. А в ноябре 1965 года была переиздана марка номиналом в 4 копейки (государственный герб и флаг СССР) в красно-коричневом цвете вместо розово-красного.
В мае-июне 1961 года были выпущены марки высоких номиналов — 20, 30, 50 копеек с портретами В. И. Ленина разных лет (1919, 1918 и 1920 годов). Автором эскизов был художник П. Васильев. Марки печатались способом глубокой печати.
В июне 1961 года серию дополнили маркой номиналом в 12 копеек, на которой В. Завьялов изобразил памятник К. Минину и Д. М. Пожарскому в Москве. В отличие от остальных марок серии, её отпечатали способом глубокой печати и лишь в августе 1966 года переиздали в офсете.
В декабре 1964 года серия была дополнена маркой номиналом в 1 рубль с изображением Кремлёвского Дворца съездов. Автором миниатюры был А. Калашников. Отпечатали её способом автотипии на мелованной бумаге. Марка была выпущена ограниченным тиражом — 2 млн экземпляров.
Известны разновидности марок этого выпуска. Марки десятого стандартного выпуска эмитировались до августа 1966 года.
Порядок следования элементов в таблице соответствует номеру по каталогу марок СССР (ЦФА), в скобках приведены номера по каталогу «Михель».
| № по каталогу                      | Изображение | Описание и источники                            | Номинал, руб. | Дата выпуска | Тираж    | Художник         |
| ---------------------------------- | ----------- | ----------------------------------------------- | ------------- | ------------ | -------- | ---------------- |
| (ЦФА [АО «Марка»] № 2510) (Mi #3)  |             | Комбайнер, оливково-коричневая.                 | 0,01          | 1961 года    | массовый | Василий Завьялов |
| (ЦФА [АО «Марка»] № 2511) (Mi #3)  |             | Комбайн, зелёная.                               | 0,02          | 1961 года    | массовый | Василий Завьялов |
| (ЦФА [АО «Марка»] № 2511А) (Mi #3) |             | Комбайн, зелёная.                               | 0,02          | 1961 года    | массовый | Василий Завьялов |
| (ЦФА [АО «Марка»] № 2512) (Mi #3)  |             | В космос!, сине-фиолетовая.                     | 0,03          | 1961 года    | массовый | Василий Завьялов |
| (ЦФА [АО «Марка»] № 2512А) (Mi #3) |             | В космос!, сине-фиолетовая.                     | 0,03          | 1961 года    | массовый | Василий Завьялов |
| (ЦФА [АО «Марка»] № 2513) (Mi #3)  |             | Государственный герб и Флаг, ярко-красная.      | 0,04          | 1961 года    | массовый | Василий Завьялов |
| (ЦФА [АО «Марка»] № 2513Б) (Mi #3) |             | Государственный герб и Флаг, ярко-красная.      | 0,04          | 1961 года    | массовый | Василий Завьялов |
| (ЦФА [АО «Марка»] № 2513А) (Mi #3) |             | Государственный герб и Флаг, красно-коричневая. | 0,04          | 1965 года    | массовый | Василий Завьялов |
| (ЦФА [АО «Марка»] № 2514) (Mi #3)  |             | Кремль, красно-оранжевая.                       | 0,06          | 1961 года    | массовый | Василий Завьялов |
| (ЦФА [АО «Марка»] № 2515) (Mi #3)  |             | Кремль, вишнёвая.                               | 0,06          | 1961 года    | массовый | Василий Завьялов |
| (ЦФА [АО «Марка»] № 2516) (Mi #3)  |             | Рабочий и колхозница, оранжевая.                | 0,10          | 1961 года    | массовый | Василий Завьялов |
| (ЦФА [АО «Марка»] № 2516А) (Mi #3) |             | Рабочий и колхозница, оранжевая.                | 0,10          | 1961 года    | массовый | Василий Завьялов |
| (ЦФА [АО «Марка»] № 2517) (Mi #3)  |             | Памятник Минину и Пожарскому, лиловая.          | 0,12          | 1961 года    | массовый | Василий Завьялов |
| (ЦФА [АО «Марка»] № 2517А) (Mi #3) |             | Памятник Минину и Пожарскому, лиловая.          | 0,12          | 1965 года    | массовый | Василий Завьялов |
| (ЦФА [АО «Марка»] № 2517Б) (Mi #3) |             | Памятник Минину и Пожарскому, лиловая.          | 0,12          | 1966 года    | массовый | Василий Завьялов |
| (ЦФА [АО «Марка»] № 2518) (Mi #3)  |             | Плотина, ультрамариновая.                       | 0,16          | 1961 года    | массовый | Василий Завьялов |

## Комментарии
1. ↑  Ниже приведён перечень памятных художественных марок (с возможностью сортировки по номиналу, тиражу и дате введения в обращение).
2. ↑  Комбайнер, оливково-коричневая. Рисунок вписан в орбиту 1-го искусственного спутника Земли. Офсетная печать на простой бумаге, перфорирована: комбинированная гребенчатая зубцовка 12:12½ (на каждые 2 сантиметра края марки приходится 12:12½ зубцов). В марочных листах по 100 (10×10) экземпляров[4][5][6].
3. ↑  Комбайн, зелёная. Рисунок вписан в орбиту 1-го искусственного спутника Земли. Офсетная печать на простой бумаге, перфорирована: комбинированная гребенчатая зубцовка 12:12½ (на каждые 2 сантиметра края марки приходится 12:12½ зубцов). В марочных листах по 100 (10×10) экземпляров[4][5][6].
4. ↑  Комбайн, зелёная. Рисунок вписан в орбиту 1-го искусственного спутника Земли. Офсетная печать на простой бумаге, без зубцов. В марочных листах по 100 (10×10) экземпляров[4][5][6].
5. ↑  В космос!, сине-фиолетовая. Рисунок вписан в орбиту 1-го искусственного спутника Земли. Офсетная печать на простой бумаге, перфорирована: комбинированная гребенчатая зубцовка 12:12½ (на каждые 2 сантиметра края марки приходится 12:12½ зубцов). В марочных листах по 100 (10×10) экземпляров[4][5][6].
6. ↑  В космос!, сине-фиолетовая. Рисунок вписан в орбиту 1-го искусственного спутника Земли. Офсетная печать на простой бумаге, без зубцов. В марочных листах по 100 (10×10) экземпляров[4][5][6].
7. ↑  Государственный герб и Флаг, ярко-красная. Рисунок вписан в орбиту 1-го искусственного спутника Земли. Офсетная печать на простой бумаге, перфорирована: комбинированная гребенчатая зубцовка 12:12½ (на каждые 2 сантиметра края марки приходится 12:12½ зубцов). В марочных листах по 100 (10×10) экземпляров[4][5][6].
8. ↑  Государственный герб и Флаг, ярко-красная. Рисунок вписан в орбиту 1-го искусственного спутника Земли. Офсетная печать на простой бумаге, без зубцов. Внимание: в качестве данной разновидности марки может быть выдана вырезка из маркированного почтового конверта. В марочных листах по 100 (10×10) экземпляров[4][5][6].
9. ↑  Государственный герб и Флаг, красно-коричневая. Рисунок вписан в орбиту 1-го искусственного спутника Земли. Офсетная печать на простой бумаге, перфорирована: комбинированная гребенчатая зубцовка 12:12½ (на каждые 2 сантиметра края марки приходится 12:12½ зубцов). В марочных листах по 100 (10×10) экземпляров[4][5][6].
10. ↑  Кремль, красно-оранжевая. Рисунок вписан в орбиту 1-го искусственного спутника Земли. Офсетная печать на простой бумаге, перфорирована: комбинированная гребенчатая зубцовка 12:12½ (на каждые 2 сантиметра края марки приходится 12:12½ зубцов). В марочных листах по 100 (10×10) экземпляров[4][5][6].
11. ↑  Кремль, вишнёвая. Рисунок вписан в орбиту 1-го искусственного спутника Земли. Офсетная печать на простой бумаге, перфорирована: комбинированная гребенчатая зубцовка 12:12½ (на каждые 2 сантиметра края марки приходится 12:12½ зубцов). В марочных листах по 100 (10×10) экземпляров[4][5][6].
12. ↑  Рабочий и колхозница, оранжевая. Рисунок вписан в орбиту 1-го искусственного спутника Земли. Офсетная печать на простой бумаге, перфорирована: комбинированная гребенчатая зубцовка 12:12½ (на каждые 2 сантиметра края марки приходится 12:12½ зубцов). В марочных листах по 100 (10×10) экземпляров[4][5][6].
13. ↑  Рабочий и колхозница, оранжевая. Рисунок вписан в орбиту 1-го искусственного спутника Земли. Офсетная печать на простой бумаге, без зубцов. В марочных листах по 100 (10×10) экземпляров[4][5][6].
14. ↑  Памятник Минину и Пожарскому, лиловая. Рисунок вписан в орбиту 1-го искусственного спутника Земли. Глубокая печать на простой бумаге, перфорирована: рамочная зубцовка 12:11½ (на каждые 2 сантиметра края марки приходится 12:11½ зубцов). В марочных листах по 100 (10×10) экземпляров[4][5][6].
15. ↑  Памятник Минину и Пожарскому, лиловая. Рисунок вписан в орбиту 1-го искусственного спутника Земли. Глубокая печать на простой бумаге, фон — линейка, перфорирована: комбинированная гребенчатая зубцовка 12:12½ (на каждые 2 сантиметра края марки приходится 12:12½ зубцов). В марочных листах по 100 (10×10) экземпляров[4][5][6].
16. ↑  Памятник Минину и Пожарскому, лиловая. Рисунок вписан в орбиту 1-го искусственного спутника Земли. Глубокая печать на простой бумаге, фон — клетка, перфорирована: комбинированная гребенчатая зубцовка 12:12½ (на каждые 2 сантиметра края марки приходится 12:12½ зубцов). В марочных листах по 100 (10×10) экземпляров[4][5][6].
17. ↑  Плотина, ультрамариновая. Рисунок вписан в орбиту 1-го искусственного спутника Земли. Офсетная печать на простой бумаге, перфорирована: комбинированная гребенчатая зубцовка 12:12½ (на каждые 2 сантиметра края марки приходится 12:12½ зубцов). В марочных листах по 100 (10×10) экземпляров[4][5][6].